# Свитко Сергій Михайлович
Сергій Михайлович Свитко (нар. 13 січня 1962) — голова Вінницької обласної ради від 26 лютого 2014 до 27 листопада 2015 року. Кандидат сільськогосподарських наук (1992), доцент кафедри землеробства, ґрунтознавства та агрохімії (2000 рік) Вінницького національного аграрного університету.

## Біографічні відомості
Сергій Свитко народився 13 січня 1962 року в селі Плебанівка Шаргородського району Вінницької області.
У 1979 році із золотою медаллю закінчив Пеньківську середню школу, що на Шаргородщині, в 1984 — із відзнакою Одеський сільськогосподарський інститут, спеціальність «Агрономія».
З лютого по квітень 1984 року працював старшим агрономом-агрохіміком Шаргородського районного об'єднання «Сільгоспхімія».
У травні 1984 року був призваний на військову службу, яку проходив по листопад 1985 року.
Трудову діяльність продовжив в Одеському сільськогосподарському інституті:
- із січня по травень 1986 року працював молодшим науковим співробітником;
- з травня 1986 року по червень 1989 року навчався в аспірантурі;
- із червня 1989 року по березень 1992 року був асистентом кафедри землеробства Одеського сільськогосподарського інституту.

З березня по серпень 1992 року — агроном радгоспу «Сад Поділля» Шаргородського району Вінницької області, із серпня — вчитель біології Пеньківської середньої школи цього ж району.
Із січня 1993 року по грудень 1993 року — асистент кафедри землеробства, ґрунтознавства та агрохімії Вінницького державного сільськогосподарського інституту, а з грудня 1993 року по листопад 1997 року — старший викладач цієї ж кафедри.
З листопада 1997 року по листопад 1998 року — в.о. доцента, а з листопада 1998 — по вересень 2011 року — доцент кафедри землеробства, ґрунтознавства та агрохімії Вінницького національного аграрного університету. З жовтня 1997 року по вересень 2002 року — заступник декана агрономічного факультету цього ж навчального закладу (за сумісництвом).
Із вересня 2011 року по вересень 2013 року — тимчасово непрацюючий.
З вересня 2013 року — радник Голови Народного Руху України.
26 лютого 2014 року обраний головою Вінницької обласної ради 6-го скликання. Під час обрання за Свитка проголосувала переважна більшість депутатів. Обрання супроводжувалося велелюдним мітингом містян, що прийшли підтримати кандидата від Майдану під стіни Вінницької обласної ради. 6 грудня 2014 року депутати, більшість яких була від Партії регіонів, намагалися зняти Сергія Свитка з посади голови Вінницької облради, реваншу завадила масова акція протидії майданівців Вінниччини. 27 листопада 2015 року відповідно до чинного законодавства закінчилися повноваження голови Вінницької обласної ради 6-го скликання Сергія Свитка.

## Джерело
- Біографія на сайті обласної ради [Архівовано 9 грудня 2007 у Wayback Machine.]
- Новим головою Вінницької облради обрано Сергія Свитка [Архівовано 7 березня 2014 у Wayback Machine.]